# Anthracoidea karii
Anthracoidea karii är en svampart som först beskrevs av Liro, och fick sitt nu gällande namn av John Axel Nannfeldt 1977. Anthracoidea karii ingår i släktet Anthracoidea och familjen Anthracoideaceae.   Inga underarter finns listade i Catalogue of Life.